# Список высших учебных заведений Баку
В статье представлен список университетов, академий и Высших учебных заведений специального назначения Баку, Азербайджан.

## Университеты
| Университет                                                                    | Тип     | Официальный веб-сайт                                                   | Год открытия | Количество студентов (2011-2019) |
| ------------------------------------------------------------------------------ | ------- | ---------------------------------------------------------------------- | ------------ | -------------------------------- |
| Бакинский государственный университет                                          | Гос.    | http://www.bsu.edu.az                                                  | 1919         | 17,367                           |
| Азербайджанский государственный экономический университет                      | Гос.    | https://web.archive.org/web/20020109143211/http://www.aseu.ab.az/      | 1934         | 18,337                           |
| Азербайджанский государственный университет нефти и промышленности             | Гос.    | https://web.archive.org/web/20100310025134/http://adna.baku.az/        | 1920         | 7,051                            |
| Азербайджанский медицинский университет                                        | Гос.    | http://www.amu.edu.az                                                  | 1930         | 5,428                            |
| Азербайджанский университет языков                                             | Гос.    | http://www.adu.edu.az                                                  | 1973         | 4,568                            |
| Академия государственного управления при президенте Азербайджанской Республики | Гос.    | http://www.dia.edu.az                                                  | 1999         | 994                              |
| Азербайджанская дипломатическая академия                                       | Гос.    | http://www.ada.edu.az                                                  | 2006         | 2,324                            |
| Азербайджанский университет туризма и менеджмента                              | Гос.    | http://www.tourism.edu.az Архивировано 9 мая 2019 года.                | 2006         | 1,442                            |
| Азербайджанский государственный педагогический университет                     | Гос.    | https://web.archive.org/web/20110706130733/http://www.aspu.az/         | 1921         | 8,757                            |
| Азербайджанский технический университет                                        | Гос.    | http://www.aztu.edu.az                                                 | 1950         | 7,068                            |
| Азербайджанский университет архитектуры и строительства                        | Гос.    |                                                                        | 1975         | 5,187                            |
| Бакинский славянский университет                                               | Гос.    | http://bsu.edu.az/                                                     | 1946         | 3,403                            |
| Азербайджанский институт учителей                                              | Гос.    |                                                                        | -            | 1,344                            |
| Азербайджанский государственный университет культуры и искусств                | Гос.    | http://www.admin.edu.az(недоступная+ссылка)                            | 1945         | 2,070                            |
| Национальная академия авиации Азербайджана                                     | Гос.    |                                                                        | 1992         | 2,276                            |
| Азербайджанская государственная морская академия                               | Гос.    | https://web.archive.org/web/20100901103331/http://www.caspianagma.com/ | 1996         | 892                              |
| Азербайджанская государственная академия физической культуры и спорта          | Гос.    |                                                                        | -            | 3,654                            |
| Азербайджанская государственная академия художеств                             | Гос.    |                                                                        | -            | 828                              |
| Бакинская музыкальная академия                                                 | Гос.    |                                                                        | 1920         | 506                              |
| Азербайджанский институт теологии                                              | Гос.    |                                                                        | 2018         |                                  |
| Азербайджанская национальная консерватория                                     | Гос.    | http://www.conservatory.az Архивировано 23 октября 2010 года.          | 1921         | 246                              |
| Бакинский инженерный университет                                               | Гос.    | http://beu.edu.az                                                      | 2016         | 4,702                            |
| Университет Хазар                                                              | Частный | http://www.khazar.org                                                  | 1991         | 1,546                            |
| Западно-Каспийский университет                                                 | Частный | http://www.wu.edu.az                                                   | 1991         | 1,239                            |
| Университет Одлар Юрду                                                         | Частный | http://www.oyu.edu.az                                                  | 1995         | 2,109                            |
| Угиверситет Азербайджан                                                        | Частный | http://www.au.edu.az                                                   | 1991         | 1,107                            |
| Азербайджанский университет кооперации                                         | Частный | https://web.archive.org/web/20030623215708/http://aku.gen.az/          | 1992         | 3,654                            |
| Бакинская высшая школа нефти                                                   | Частный | http://www.bhos.edu.az                                                 | 2011         |                                  |
| Центр науки и образования - Университет Тафаккур                               | Частный |                                                                        | 1995         | 1,077                            |
| Бакинский университет для девушек                                              | Частный | https://web.archive.org/web/20101103223807/http://www.bgu.az/          | 1992         | 762                              |
| Бакинский университет бизнеса                                                  | Частный | http://www.bbu.edu.az                                                  | 1993         | 1,174                            |
| Бакинский евразийский университет                                              | Частный | https://web.archive.org/web/20100915033602/http://baau.az/             | 1992         | 530                              |
| Бакинский университет Азии                                                     | Частный |                                                                        | -            | 271                              |
| Азербайджанская академия труда и социальных отношений                          | Частный |                                                                        | -            | 661                              |

## Высшие учебные заведения специального назначения
- Азербайджанское высшее военное училище имени Гейдара Алиева[3]
- Академия Службы государственной безопасности имени Гейдара Алиева
- Полицейская академия МВД Азербайджанской Республики[4]
- Академия МЧС Азербайджана
- Академия Государственного Таможенного комитета Азербайджанской Республики[5]